# Lernäsholmarna
Lernäsholmarna är en ö i Finland. Den ligger i Finska viken och i kommunen Hangö i den ekonomiska regionen  Raseborg i landskapet Nyland, i den södra delen av landet. Ön ligger omkring 99 kilometer väster om Helsingfors.
Öns area är 1,7 hektar och dess största längd är 180 meter i sydväst-nordöstlig riktning.